# فوينتيبوريبا
بلدية فوينتيبوريبا (بالإسبانية: Fuentebureba)‏, هي إحدى بلديات مقاطعة برغش, التي تقع في منطقة قشتالة وليون, والتي تقع في شمال غرب إسبانيا.
يبلغ عدد سكانها 76 نسمة وفقاً لإحصائية سنة (2002).